# Борисовка (Угловський район)
Бори́совка (рос. Борисовка) — село у складі Угловського району Алтайського краю, Росія. Входить до складу Лаптєвської сільської ради.

## Населення
Населення — 238 осіб (2010; 412 у 2002).
Національний склад (станом на 2002 рік):
- росіяни — 90 %